# 1997-es UEFA-kupa-döntő
Az 1997-es UEFA-kupa-döntő két mérkőzését 1997. május 7-én és május 21-én rendezték az olasz Internazionale és a német Schalke 04 között.
Mindkét döntő 1–0-s hazai győzelemmel végződött, így következett a második mérkőzés után megrendezett hosszabbítás, ami szintén nem hozott döntést. Maradtak tehát a tizenegyesrúgások, melyből a Schalke került ki győztesen és hódította el az UEFA-kupát.
Ez volt az utolsó olyan döntő, amikor hazai pályán játszott két mérkőzés döntött a kupa sorsáról.

## Részletek

### Első mérkőzés
| 1997. május 7. |

| Schalke 04  | 1–0         | Internazionale |
| ----------- | ----------- | -------------- |
| Wilmots 70' | Jegyzőkönyv |                |

| Parkstadion, Gelsenkirchen Nézőszám: 56 824 |

| Csapatszínek | Csapatszínek | Csapatszínek |
| Csapatszínek |              |              |
| Csapatszínek |              |              |
|              |              |              |
| Schalke 04   |              |              |

| Csapatszínek | Csapatszínek | Csapatszínek |
| Csapatszínek |              |              |
| Csapatszínek |              |              |
|              |              |              |
| Inter        |              |              |

| SCHALKE:     |    |                     |
|              |    |                     |
| GK           | 1  | Jens Lehmann        |
| SW           | 10 | Olaf Thon           |
| CB           | 25 | Johan de Kock       |
| CB           | 2  | Thomas Linke        |
| RWB          | 4  | Yves Eigenrauch     |
| LWB          | 19 | Michael Büskens 67' |
| CM           | 20 | Jiří Němec          |
| CM           | 6  | Andreas Müller      |
| CM           | 3  | Radoslav Látal      |
| AM           | 8  | Ingo Anderbrügge    |
| CF           | 24 | Marc Wilmots        |
| Cserék:      |    |                     |
| DF           | 5  | Thomas Dooley       |
| FW           | 11 | Martin Max 67'      |
| MF           | 16 | Oliver Held         |
| DF           | 21 | Marco Kurz          |
| GK           | 22 | Mathias Schober     |
| Vezetőedző:  |    |                     |
| Huub Stevens |    |                     |

| INTER:      |    |                     |           |
|             |    |                     |           |
| GK          | 1  | Gianluca Pagliuca   |           |
| SW          | 7  | Salvatore Fresi 62' |           |
| RB          | 2  | Giuseppe Bergomi    |           |
| CB          | 5  | Fabio Galante       | Sárga lap |
| CB          | 19 | Massimo Paganin     |           |
| LB          | 3  | Alessandro Pistone  |           |
| CM          | 4  | Javier Zanetti      |           |
| CM          | 21 | Ciriaco Sforza      |           |
| CM          | 14 | Aron Winter         |           |
| CF          | 23 | Maurizio Ganz       |           |
| CF          | 9  | Iván Zamorano       |           |
| Cserék:     |    |                     |           |
| GK          | 12 | Andrea Mazzantini   |           |
| MF          | 18 | Nicola Berti 62'    |           |
| FW          | 27 | Marco Branca        |           |
| MF          | 28 | Sergio D’Autilia    |           |
| MF          | 29 | Tiziano Polenghi    |           |
| Vezetőedző: |    |                     |           |
| Roy Hodgson |    |                     |           |

### Második mérkőzés
| 1997. május 21. |

| Internazionale | 1–0 (h.u.)  | Schalke 04 |
| -------------- | ----------- | ---------- |
| Zamorano 84'   | Jegyzőkönyv |            |

| San Siro, Milánó Nézőszám: 81 675 |

|                           |       | 11-esekkel                   |  |
| Zamorano Djorkaeff Winter | 1 – 4 | Anderbrügge Thon Max Wilmots |  |

| Csapatszínek | Csapatszínek | Csapatszínek |
| Csapatszínek |              |              |
| Csapatszínek |              |              |
|              |              |              |
| Inter        |              |              |

| Csapatszínek | Csapatszínek | Csapatszínek |
| Csapatszínek |              |              |
| Csapatszínek |              |              |
|              |              |              |
| Schalke 04   |              |              |

| INTER:      |    |                      |
|             |    |                      |
| GK          | 1  | Gianluca Pagliuca    |
| RB          | 2  | Giuseppe Bergomi 71' |
| CB          | 19 | Massimo Paganin      |
| CB          | 7  | Salvatore Fresi      |
| LB          | 3  | Alessandro Pistone   |
| RM          | 4  | Javier Zanetti 120'  |
| CM          | 21 | Ciriaco Sforza 81'   |
| CM          | 8  | Paul Ince            |
| LM          | 6  | Youri Djorkaeff      |
| CF          | 23 | Maurizio Ganz        |
| CF          | 9  | Iván Zamorano        |
| Cserék:     |    |                      |
| GK          | 12 | Andrea Mazzantini    |
| MF          | 14 | Aron Winter 81'      |
| MF          | 18 | Nicola Berti 120'    |
| DF          | 20 | Jocelyn Angloma 71'  |
| MF          | 28 | Sergio D’Autilia     |
| Vezetőedző: |    |                      |
| Roy Hodgson |    |                      |

| SCHALKE:     |    |                      |
|              |    |                      |
| GK           | 1  | Jens Lehmann         |
| SW           | 10 | Olaf Thon            |
| CB           | 25 | Johan de Kock        |
| CB           | 2  | Thomas Linke         |
| RWB          | 4  | Yves Eigenrauch      |
| LWB          | 19 | Michael Büskens      |
| CM           | 3  | Radoslav Látal 100'  |
| CM           | 20 | Jiří Němec           |
| CM           | 6  | Andreas Müller 97'   |
| AM           | 24 | Marc Wilmots         |
| CF           | 11 | Martin Max           |
| Cserék:      |    |                      |
| MF           | 8  | Ingo Anderbrügge 97' |
| FW           | 14 | David Wagner         |
| MF           | 16 | Oliver Held 100'     |
| DF           | 21 | Marco Kurz           |
| GK           | 22 | Mathias Schober      |
| Vezetőedző:  |    |                      |
| Huub Stevens |    |                      |

## Lásd még
- 1996–1997-es UEFA-kupa